# Uwe Faerber
Uwe Faerber (* 4. Mai 1924; † 18. Dezember 2017 in Berlin) war ein deutscher Musikwissenschaftler.

## Werdegang
Faerber war von 1969 bis 1986 Professor an der Hochschule der Künste in Berlin und von 1977 bis 2000 Vorsitzender der aus dem Aktionskreis für das Werk Richard Wagners hervorgegangenen Deutschen Richard-Wagner-Gesellschaft e.V.
In seinen wissenschaftlichen Arbeiten, die überwiegend den Werken Richard Wagners galten, wurde er zum überzeugten Verfechter ihrer – im Sinne der Partitur – werkgerechten Wiedergabe gegenüber den – seiner Überzeugung nach – verfehlten Inszenierungen des Regietheaters, die den Sinngehalt jedes Werkes verändern und ihn für fremde Zwecke missbrauchen. 
Bekannt wurde seine zunächst erste Schrift, in der er sich mit dem „Jahrhundertring“ der Bayreuther Festspiele 1976 kritisch auseinandergesetzt und dabei auf zahlreiche Werk-Entstellungen hingewiesen hat.
In erster Linie ging es ihm jedoch um grundlegende musikalischen Fragen, insbesondere in seinem 2003 erschienenen Buch Ersichtlich gewordene Taten der Musik, musikalische Ausdrucksbestimmungen in Wagners „Ring“. (Siehe anschließende Werkübersicht).
Über 50 Jahre lang beschäftigte er sich mit den Werken Richard Wagners – vorzugsweise mit dem Ausdrucksgehalt seiner Musik, den er in zahlreichen Vorträgen und Publikationen mit zunehmender Genauigkeit zu bestimmen versucht. Sein gedanklicher Ansatz lag bei den grundlegenden Erkenntnissen des Musikwissenschaftlers Ernst Kurth, der das Grundwesen der Musik als „Spannungsgeschehen“ definierte. Daraus ergibt sich für Faerber das Ausdrucksvermögen der Tonkunst aus ihrer „Bewegung in Zeit und Raum“ bzw. aus dem zeitlichen Ablauf ihrer Tonhöhen. Die Wahrnehmung derselben löst im Hörer Bildvorstellungen aus, die der realen Sicht auf die (von Wagner gestalteten) Bühnenvorgänge vorausgehen. Immer wieder wird dabei auf Wagner selbst verwiesen, weil er seine Werke gern als „ersichtlich gewordene Taten der Musik“ bezeichnet hätte. Das aber heißt: Musik als gehörte Ursache für eine sichtbare szenische Wirkung (Handlung). Wie „Ursache und Wirkung“ gehören deshalb „Musik und Szene“ untrennbar zusammen; sie bilden eine Ausdruckseinheit, ein unteilbares Ganzes.
Als überzeugter Interpret wandte sich Faerber gegen die – seiner Einschätzung nach – heute übliche Aufspaltung von Musik und Szene in den verfehlten Inszenierungen des Regietheaters (nicht nur bei Wagner). Diese Aufspaltung bei der Werk-Wiedergabe war für ihn – unabhängig vom Zeitgeschmack – nicht nur falsch, sondern geradezu tödlich, weil sie das eigentliche Wesen der geschaffenen Werke zerstört.

## Werke
- Der Jubiläums-Ring in Bayreuth 1976. Eine kritische Auseinandersetzung mit der Neu-Inszenierung der Tetralogie zum hundertjährigen Bestehen der Festspiele. Berlin 1976
- Beiträge zum "Ring"-Verständnis. In: Wagner-Rezeption heute, Bd. 2 (1994): Der Ring des Nibelungen
- Von der Einheit des Hörbaren und Sichtbaren. In: Wagner-Rezeption heute, Bd. 3 (1997)
- Ersichtlich gewordene Taten der Musik. Musikalische Ausdrucksbestimmungen in Wagners „Ring“. Frankfurt a. M. 2003